# Brian Pallister

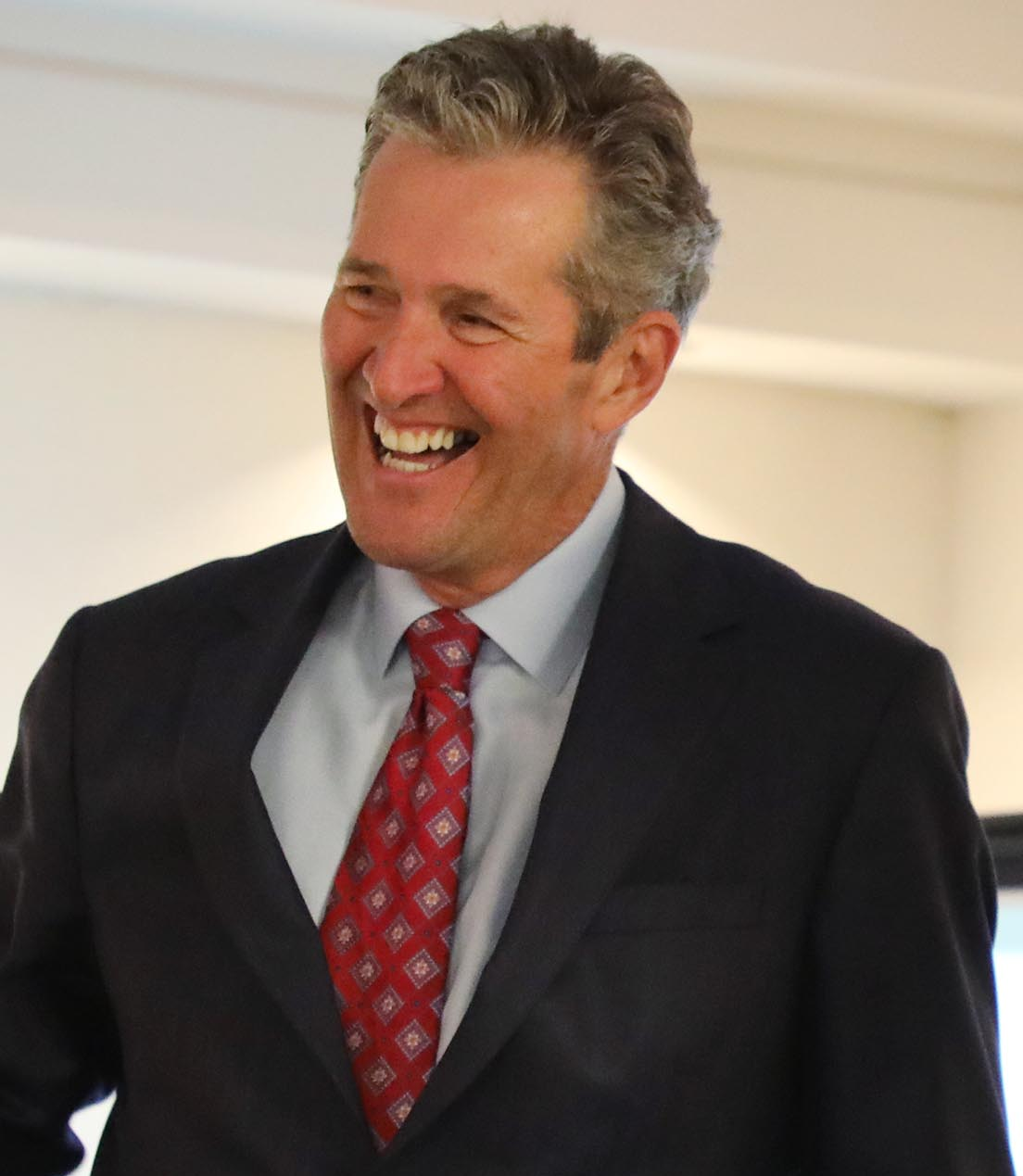
Brian Pallister (2017)

Brian William Pallister (* 6. Juli 1954 in Portage la Prairie, Manitoba) ist ein kanadischer Politiker der Progressive Conservative Party of Manitoba, der zwischen 2000 und 2008 Mitglied des Unterhauses von Kanada und von 2016 bis 2021 Premierminister von Manitoba war.

## Leben
Brian William Pallister besuchte das Portage Collegiate Institute und absolvierte ein Studium an der Brandon University, woraufhin er zwischen 1976 und 1979 als Lehrer für Geschichte, Geografie und Umweltwissenschaften am William Morton Collegiate unterrichtete. Anschließend war er zwischen 1979 und 1992 als Berater für Finanzdienstleistungen tätig. Seine politische Laufbahn für die Progressive Conservative Party of Manitoba begann, als er am 15. September 1992 bei einer Nachwahl im Wahlkreis Portage la Prairie erstmals zum Mitglied der Legislativversammlung von Manitoba gewählt wurde und dieser nach seiner Wiederwahl am 25. April 1995 bis zum 28. April 1997 angehörte. In dieser Zeit war er in der Provinzregierung von Premierminister Gary Filmon vom 9. Mai 1995 bis zum 6. Januar 1997 Minister für Regierungsdienste. Bei der Wahl vom 2. Juni 1997 kandidierte er im Wahlkreis Portage-Lisgar für ein Mandat im Unterhaus von Kanada, verlor jedoch knapp gegen Jake Hoeppner von der Reform Party.
Bei der Wahl vom 27. November 1997 wurde Pallister für die Kanadische Allianz im Wahlkreis Portage-Lisgar zum Mitglied des Unterhauses gewählt und gehörte diesem nach seinen Wiederwahlen für die Konservative Partei Kanadas am 28. Juni 2004 sowie am 23. Januar 2006 bis zum 13. Oktober 2008 an. Während seiner Parlamentszugehörigkeit war er Sprecher seiner Fraktion für verschiedene Bereiche wie Finanzen, Auswärtiges, Internationalen Handel, Entwicklung menschlicher Ressourcen sowie nationale Steuern. In der 37. Legislaturperiode (2000 bis 2004) war er zeitweise Vize-Vorsitzender des Ausschusses für Auswärtiges und Internationalen Handel sowie des Ausschusses für die Entwicklung menschlicher Ressourcen und den Status von Menschen mit Behinderungen beziehungsweise des Ausschusses für menschliche Ressourcen, Entwicklung von Fähigkeiten, soziale Entwicklung und den Status von Menschen mit Behinderungen. In der 39. Legislaturperiode fungierte er zeitweilig als Vorsitzender des Finanzausschusses sowie des Unterausschusses für Unterausschuss für Tagesordnung und Verfahren des Finanzausschusses. Im 28. kanadischen Kabinett von Premierminister Stephen Harper bekleidete er zwischen dem 10. Oktober 2007 und dem 25. März 2008 das Amt als Parlamentarischer Staatssekretär für internationalen Handel im Ministerium für internationale Zusammenarbeit, Auswärtige Angelegenheiten und internationalen Handel.
Am 4. September 2012 kehrte Brian Pallister in die Provinzpolitik zurück und wurde wieder Mitglied der Legislativversammlung von Manitoba bei einer Nachwahl im Wahlkreis Fort Whyte, den er seither vertritt. Als Nachfolger von Hugh McFadyen wurde er zugleich auch Vorsitzender der Progressive Conservative Party of Manitoba sowie als solcher auch Oppositionsführer in der Legislativversammlung. Aus der Wahl zur Legislativversammlung vom 19. April 2016 ging die Progressive Conservative Party of Manitoba mit 39 der 57 Sitze als Siegerin, während die bisher regierende New Democratic Party of Manitoba (NDP) 24 ihrer 37 Sitze einbüßte und nur noch 13 Abgeordnete stellte. Daraufhin wurde der bisherige Premierminister Greg Selinger von der NDP am 3. Mai 2016 von Pallister als Premierminister von Manitoba abgelöst. In seinem daraufhin vorgestellten Kabinett übernahm er des Weiteren die Funktionen als Präsident des Exekutivrates, Minister für interne Regierungsbeziehungen sowie Minister für internationale Beziehungen.
Dem Kabinett Pallister gehören folgende Minister an:
| Überschrift | Überschrift       |
| --- | ----------------- |
| Premierminister, Präsident des Exekutivrates Minister für interne Regierungsbeziehungen, Minister für internationale Beziehungen | Brian Pallister   |
| Stellvertretende Premierministerin, Familienministerin                                                                           | Heather Stefanson |
| Minister für Gesundheit, Senioren und aktives Leben                                                                              | Cameron Friesen   |
| Minister für Infrastruktur | Ron Schuler       |
| Bildungsminister, Mehrheitsführer                                                                                                | Kelvin Goertzen   |
| Minister für wirtschaftliche Entwicklung und Ausbildung                                                                          | Ralph Eichler     |
| Justizminister, Generalstaatsanwalt und Siegelbewahrer                                                                           | Cliff Cullen      |
| Landwirtschaftsminister, Minister für Ressourcenentwicklung                                                                      | Blaine Pedersen   |
| Finanzminister | Scott Fielding    |
| Ministerin für indigene und nördliche Beziehungen                                                                                | Eileen Clarke     |
| Ministerin für Sport, Kultur und Kulturerbe Zuständige Ministerin für den Status der Frau                                        | Cathy Cox         |
| Ministerin für kommunale Beziehungen Zuständige Ministerin für frankophone Angelegenheiten                                       | Rochelle Squires  |
| Minister für Dienste der Krone                                                                                                   | Jeff Wharton      |
| Minister für Zentrale Dienste Zuständiger Minister für den öffentlichen Dienst                                                   | Reg Helwer        |
| Ministerin für Naturschutz und Klima                                                                                             | Sarah Guillemard  |